# Lapplandsveckan
Lapplandsveckan är en kristen konferens i den svenska pingströrelsens regi som varje år hålls i byn Husbondliden i Lappland. Hit kommer varje år cirka 10 000 besökare för att lyssna på predikanter och musiker.[källa behövs]
Det hela började som en bibelstudievecka 1919.

### Fotnoter
1. ↑  ”I dag startar Lapplandsveckan”. Pingströrelsen i Sverige. 26 juni 2009. Arkiverad från originalet den 28 januari 2015. https://web.archive.org/web/20150128114358/http://www.pingst.se/viewNavMenu.do?menuID=29&oid=5591. Läst 23 juli 2012.